# 스우프차
스우프차(폴란드어: Słupca)는 폴란드 중부, 비엘코폴스카주에 있는 도시이다. 인구는 2006년 기준 약 14,363명이다. 19세기 초반에는 유대인들의 정착지였고, 로마 가톨릭교회, 그리스 정교회 등 종교 시설들이 많다.